# Джон Нобл (письменник)
Джон Нобл (англ. John H. Noble; 4 вересня 1923 — 10 листопада 2007) — американець, який пройшов радянську систему ГУЛАГу. Після того, як йому було дозволено покинути Радянський Союз і повернутися до США написав дві книги, в яких описав свій досвід.

## Молодість і освіта
Нобл народився у Детройті, штат Мічиган. Його батько, який народився в Німеччині, приїхав до США як місіонер адвентистів сьомого дня у 1922 році. Знайшовши протиріччя в церковному вченні, він зрештою залишив церкву. Його мати, фотограф, працювала в фотообробній компанії в Детройті, а батько став власником компанії. Врешті-решт Нобли побудували компанію, яка стала однією з десяти найкращих компаній із обробки фото в США  Його батько був знайомим німецького виробника фотоапаратів, який хотів іммігрувати до США і запропонував обміняти свою фабрику фотоапаратів у Дрездені на їхню компанію. Німецька компанія, яка вже була відомою та згодом створила відомі моделі, такі як Praktica, стала великим міжнародним брендом, у якому на піку бізнесу працювало 600 працівників.
Нобли залишилися в нацистській Німеччині під час Другої світової війни і пережили бомбардування Дрездена союзниками в лютому 1945 року.

## Ув'язнення
Наприкінці 1945 року 22-річний Нобл, народжений у США, був заарештований разом із батьком радянськими окупаційними військами в Дрездені та ув'язнений у спецтаборі НКВС № 2, який знаходився на території колишнього концтабору Бухенвальд. Арешт стався після того, як новопризначений місцевий радянський комісар вирішив привласнити фабрику Kamera-Werkstaetten Guthe & Thorsch, що належала родині, та її запаси якісних фотоапаратів. Сфабриковане звинувачення у шпигунстві проти радянської влади було висунуто проти двох чоловіків із сім'ї.
На відміну від свого батька Чарльза А. Ноубла, який був звільнений у 1952 році, Джона засудили ще на 15 років у 1950 році та перевели до радянської системи ГУЛАГу, коли на початку 1950 року закрили спецтабір № 2.
Нобла відправили до Воркутинського ГУЛАГу, на найпівнічнішій станції уральської залізниці в Сибіру .
Під час ув'язнення він виконував різноманітну чорну роботу, найвищою з яких була прислужник у туалеті для персоналу. Брав участь у Воркутинському повстанні в липні 1953 року як один з лідерів. За словами Нобла, табір у Воркуті та багато інших таборів, розташованих неподалік, раніше були захоплені в'язнями. 400 засуджених відчайдушно вирішили пройти маршем на кілька сотень миль на захід до Фінляндії. Очевидно, пройшовши півдороги, ці в'язні були перехоплені та або вбиті в бою, або страчені одразу після цього. Усі табори незабаром повернулися під контроль держави.
Зрештою Нобл зумів передати листівку, яка була приклеєна до спини іншого в'язня. Повідомлення, адресоване родичу в Західній Німеччині, було передано його родині, яка на той час повернулася до Сполучених Штатів. Листівка була передана до Державного департаменту США, який офіційно просив радянський уряд звільнити Нобла. Нарешті він був звільнений у 1955 році разом з кількома полоненими американськими військовими завдяки особистому втручанню президента Дуайта Д. Ейзенхауера.

## Подальше життя
До середини 1990-х років Нобл жив у Дрездені, місті, де він потрапив у полон 50 років тому. У власність його родини повернули будівлю заводу, але не його торгову марку «Praktica». Помер 10 листопада 2007 року після серцевого нападу.
Нобл написав книги про свої випробування:
- I Found God in Soviet Russia / Я знайшов Бога в Радянській Росії, by John Noble and Glenn D Everett (1959, hardcover).
- I Was a Slave in Russia / Я був рабом в Росії, by John Noble (Broadview, Illinois: Cicero Bible Press, 1961).
- Amerikanetz / Американець, by John Noble (Faith & Freedom Forum, 1986).
- Verbannt und Verleugnet / Вигнаний і зниклий, by John H. Noble (Ranger Publishing House, 2005).